# Estúdio Coca-Cola Zero: Charlie Brown Jr. e Vanessa da Mata
Estúdio Coca-Cola Zero - Charlie Brown Jr. e Vanessa da Mata foi o sétimo episódio do programa Estúdio Coca-Cola, que foi um projeto da MTV Brasil em parceria com a Coca-Cola que promoveu a misturas de vários artistas e bandas de diferentes estilos, entre março de 2007 a agosto de 2008. Neste episódio, o primeiro com o nome Estúdio Coca-Cola Zero e o primeiro da 2a temporada, a banda de rock Charlie Brown Jr. se uniu à cantora de MPB Vanessa da Mata, e juntos eles tocaram 8 músicas.
O episódio, que foi ao ar pela MTV Brasil pela primeira vez às 20:30hs do dia 16 de maio de 2008, foi considerado um dos melhores do projeto.

## Faixas
1. Pontes Indestrutíveis

2. Ai, Ai, Ai...

3. Senhor do tempo / Não me deixe só

4. Vermelho

5. O que ela gosta é de barriga

6. Música

7. Lutar pelo Que É Meu

8. Uma Criança com Seu Olhar